# Eclectochromis
Eclectochromis è un piccolo genere di ciclidi haplochromini endemico del Lago Malawi nell'Africa Orientale.

## Specie
Vi sono attualmente due specie riconosciute in questo genere:
- Eclectochromis lobochilus (Trewavas, 1935)
- Eclectochromis ornatus (Regan, 1922)